# Йоаким III Константинополски
 Тази статия е за вселенския патриарх.  За за българския патриарх вижте Йоаким III Български.  
Йоаким III Великолепни (на гръцки: Ιωακείμ Γ΄ Μεγαλοπρεπής) e вселенски патриарх в Цариград от 1878 до 1884 и от 1901 до 1912 година. Йоаким III е един от най-влиятелните патриарси на XIX и XX век.

## Биография
Роден е в цариградския квартал Вафиохори (Богазикьой) в 1834 година под името Христос Димитриадис Деведзис в семейството на Димитриос и Теодора Деведзис. Произходът му е от Крушево. Учи във Виена. Между 1858 и 1861 година е дякон в патриршеската църква „Свети Георги“, която по-късно като патриарх обновява. На 3 март 1863 година е избран за велик протосингел на Патриаршията. Избран е за варненски митрополит на 10 декември 1864 година. Заминава за епархията си на 18 февруари 1865 година, а е преместен през 1874 година.  В спомените си, Стефан Кабакчиев сочи основните заслуги на Йоаким за елинизирането на варненските гагаузи.
От 9 януари 1874 до 4 октомври 1878 година е солунски митрополит.
Първото му патриаршество е изключително плодотворно. Той административно преустройва Патриаршията, урежда финансовите проблеми на Църквата, грижи се за образованието, възстановява патриаршеската печатница, създава патриаршеската библиотека, възстановява Великата народна школа. През 1880 година основава списание „Еклисиастики Алития“. През този период отношенията с останалите православни църкви бяха насърчавани до голяма степен, но винаги се акцентира върху доминиращата роля на вселенския престол. Неговото противопоставяне срещу ограничаването на привилегиите на Църквата, насърчавано от османското правителство, както и реакциите, които среща при изпълнението на работата си от някои висши духовници и издатели на гръцки вестници в Константинопол, го карат да подаде оставка през март 1884 година. В продължение на няколко години живее в родното си Вафиохори, след което в 1887 година предприема поклонение в патриаршиите на православния Изток и посещава Александрийската, Антиохийската и Йерусалимската патриаршия. На връщане към Цариград останава за няколко месеца в Иверския манастир. Изглежда тогава харесва Милопотам и в 1889 година се установява в него и се заема с обновяването му. Остава в Милопотам до юни 1911 година, когато се връща на престола в Цариград.